# Coupe de France de hockey sur glace 2007-2008
Navigation
Coupe de France 2007 Coupe de France 2009
La Coupe de France de hockey sur glace 2007-08 a débuté le 26 septembre et s'est terminé avec la finale jouée au Palais omnisports de Paris-Bercy le 17 février. Ce sont les Brûleurs de Loups de Grenoble qui ont remporté le trophée contre les Dragons de Rouen.

## Déroulement de la compétition

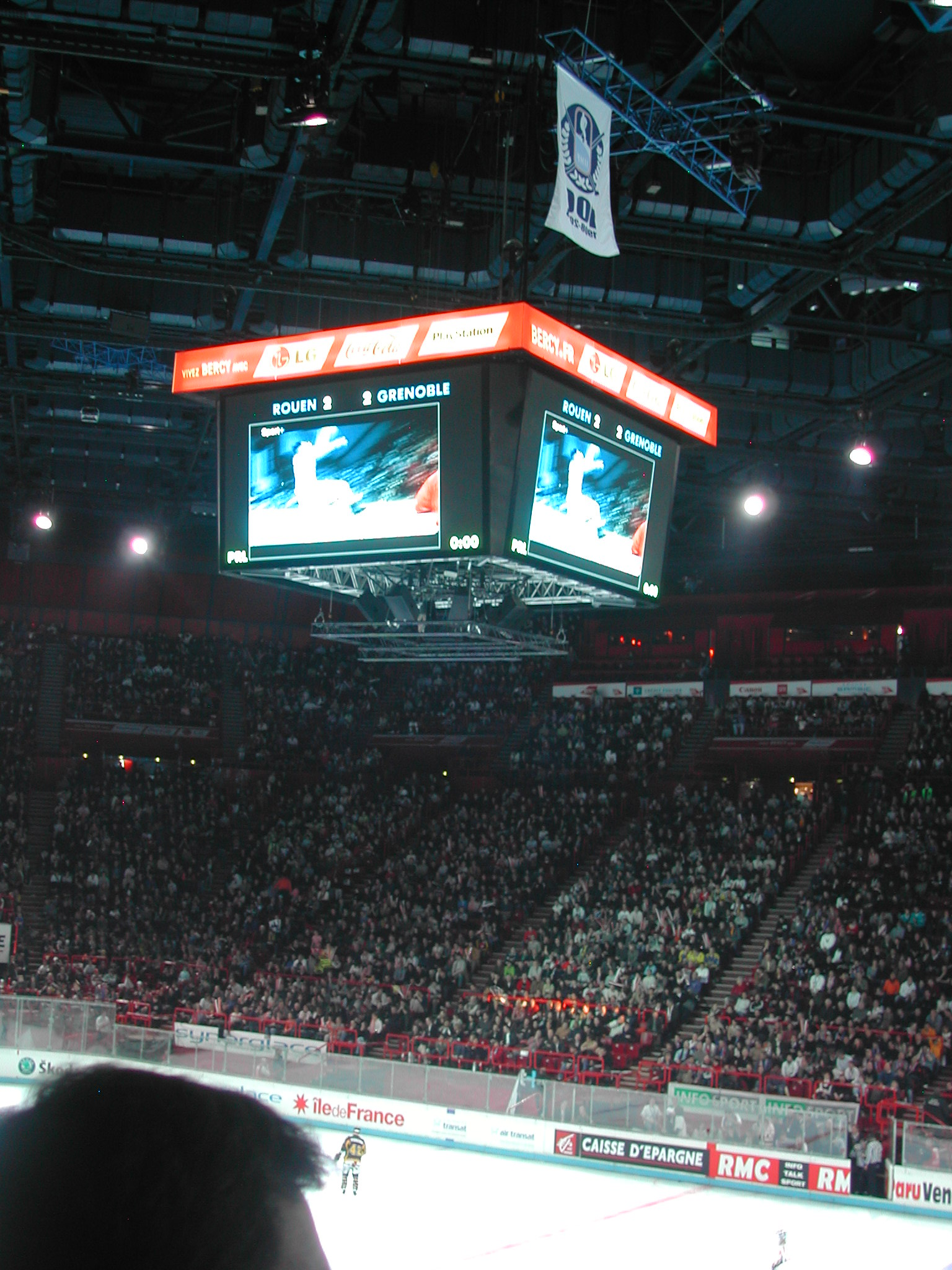
Finale de la coupe de France du 17 février 2008.

### Premier tour
Le premier tour a eu lieu les 26 septembre, 29 septembre, et 16 octobre :
26 septembre
- ACBB Boulogne-Billancourt - Anges du Vésinet : 3-8

29 septembre
- Français Volants de Paris – Wasquehal: 7-1
- Évry – Hockey Club de Cergy-Pontoise : 3-5 (0-1,1-3,2-1)
- Asnières Hockey Club – HC Garges : 5-10 (2-6,3-1,0-3)
- Vipers de Montpellier – Sangliers Arvernes de Clermont : 9-1 (2-1,4-0,3-0)
- Bélougas de Toulouse – Les Boxers de Bordeaux : 3-5 (0-0,2-3,1-2)
- Poitiers – Les Dogs de Cholet : 3-11 (0-5,2-3,1-3)
- HOGLY Hockey Club Yonnais - Orléans Loiret Hockey sur Glace : 6-1 (4-0,1-0,1-1)
- Rennes – Vikings de Cherbourg : 2-11
- Albatros de Brest – Corsaires de Nantes : 10-1 (3-1,4-0,3-0)
- Scorpions de Mulhouse – Sequanes de Besançon : 24-0 (6-0,12-0,6-0)
- Lyon Hockey Club – Chevaliers du Lac d'Annecy : 9-2 (5-0,1-0,3-2)
- Lynx de Valence – Éléphants de Chambéry : 9-4 (5-2,3-0,1-2)
- Castors d'Avignon – Nice Hockey Côte d'Azur : 2-4 (0-2,2-2,0-0)

16 octobre
- Jets de Viry-Essonne – Phénix de Reims : 6-2 (1-0, 3-0, 2-2)

### Seizièmes de finale
Les seizièmes de finale ont eu lieu les 24, 27, et 30 octobre, le 6 novembre, le 13 novembre :
24 octobre
- Hockey Club de Cergy-Pontoise - Anges du Vésinet : 5-4 (2-2; 2-2; 1-0)

27 octobre
- Club Olympique Courbevoie - Dragons de Rouen : 0-3 (0-0; 0-2; 0-1)

30 octobre
- Rapaces de Gap - Diables Rouges de Briançon : 3-5 (0-3; 2-0; 1-2)
- Nice Hockey Côte d'Azur - Vipers de Montpellier : 11-0 (3-0; 2-0; 6-0)
- Vikings de Cherbourg - Albatros de Brest : 3-17
- Brûleurs de loups de Grenoble - Ducs de Dijon : 4-0 (0-0,2-0,2-0)
- Lions de Lyon - Avalanche Mont-Blanc : 3-5 (2-3,1-1,0-1)
- Ours de Villard-de-Lans - Chamois de Chamonix : 7-4 (2-2,3-1,2-1)
- Pingouins de Morzine - Lynx de Valence : 8-0 (2-0,2-0,4-0)
- Diables Noirs de Tours - Les Boxers de Bordeaux : 9-1 (1-0; 1-0; 4-1)
- Les Dogs de Cholet - HOGLY Hockey Club Yonnais : 6-5 t.a.b. (1-4,0-1,4-0,0-0,1-0)
- HC Garges - Gothiques d'Amiens : 0-7 (0-2,0-1,0-4)
- Scorpions de Mulhouse - Dauphins d'Épinal : 0-11 (0-7,0-2,0-2)
- Jets de Viry-Essonne - Étoile noire de Strasbourg : 1-3 (0-2,1-1,0-0)

6 novembre
- Français Volants de Paris - Les Bisons de Neuilly-sur-Marne : 3-7 (1-1,1-3,1-3)

13 novembre
- Ducs d'Angers - Drakkars de Caen : 11-3 (3-1,7-1,1-1)

### Huitièmes de finale
Les seizièmes de finale ont eu lieu les 14 et 28 novembre, et le 11 décembre :
14 novembre
- Avalanche Mont-Blanc - Pingouins de Morzine : 0-7 (0-2,0-4,0-1)
- Étoile noire de Strasbourg - Dauphins d'Épinal : 7-4 (3-1,2-2,2-1)
- Diables Rouges de Briançon - Ours de Villard-de-Lans : 6-1 (2-0,1-1,3-0)
- Albatros de Brest - Diables Noirs de Tours : 3-4 (1-3,2-0,1-1)
- Dragons de Rouen - Gothiques d'Amiens : 4-0 (1-0,1-0,2-0)

28 novembre
- Nice Hockey Côte d'Azur - Brûleurs de loups de Grenoble : 0-7 (0-2, 0-1, 0-4)
- Les Bisons de Neuilly-sur-Marne - Hockey Club de Cergy-Pontoise : 8-1 (3-0, 3-0, 2-1)

11 décembre
- Les Dogs de Cholet - Ducs d'Angers : 2-8 (1-1, 0-3, 1-4)

### Quarts de finale
Les matchs ont eu lieu le 15 janvier 2008.
- Les Bisons de Neuilly-sur-Marne - Dragons de Rouen : 5-6 (0-2, 2-1, 3-3)
- Ducs d'Angers - Diables Noirs de Tours : 6-5 en prolongation (1-1, 3-2, 1-2, 1-0)
- Pingouins de Morzine - Brûleurs de loups de Grenoble : 2-3 aux tirs au but (1-0, 1-1, 0-1, 0-1)
- Diables Rouges de Briançon - Étoile noire de Strasbourg : 2-3 aux tirs au but (0-1, 1-0, 1-1, 0-1)

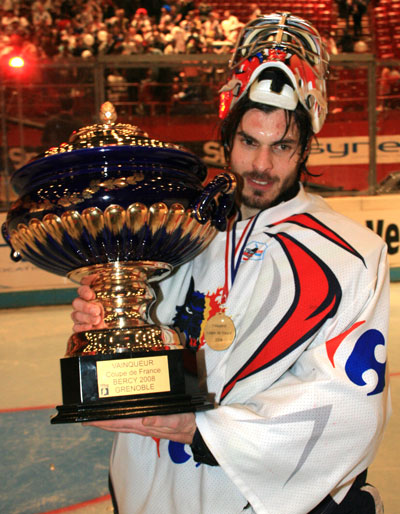
Eddy Ferhi, vainqueur de la coupe de France avec Grenoble le 17 février 2008.

### Demi-finales
Les matchs auront lieu le 29 janvier 2008.
- Étoile noire de Strasbourg - Dragons de Rouen : 3-6 (0-2, 2-4, 1-0)
- Brûleurs de loups de Grenoble - Ducs d'Angers : 8-5 (2-3, 4-1, 2-1)

### Finale
La finale a eu lieu le 17 février 2008 et a vu les Brûleurs de loups de Grenoble remporter le match à l'issue des tirs au but contre Rouen hockey élite 76 au Palais omnisports de Paris-Bercy, le score à l'issue du match a été de 2-2 et Grenoble remporte la séance des tirs de fusillade 3-2.